# Mihály Ferenc
Mihály Ferenc (Pécs, 1922. április 26. – Köln, 2017. június 16.) Liszt Ferenc-díjas magyar gordonkaművész, zenepedagógus.

## Élete
Nyolcévesen kezdett gordonkázni, első tanára a pécsi városi zeneiskolai gordonkatanár Zupancsics Vilmos (Popper Dávid-növendék) volt. A pécsi jezsuita gimnáziumban érettségizett, majd 1940-ben a Zeneakadémia növendéke lett, ahol 1944-ben Zsámboki Miklós osztályában végzett. Behívták katonának, Németországban amerikai fogságba került. 
1946-tól a győri konzervatóriumban tanított, majd a Székesfővárosi Zenekarban, később az Operaház zenekarában játszott szólócsellistaként. Több fellépése volt kamaramuzsikusként koncerteken és a rádióban is. Az 1952-ben alapított Országos Filharmónia szólistája lett, ugyanebben az évben Liszt Ferenc-díjat kapott. 1947-től 1956-ig az Arco vonósnégyesben is koncertezett (tagjai: Radnai Gábor, Horvai Erzsébet, Lóránd Tamás és Mihály Ferenc), 1955-56-ban Franciaországban, Hollandiában, Ausztriában is felléptek.
Az 1956-os forradalom híre a kvartettet Bécsben érte, s mivel a harci cselekmények miatt nem tudtak hazautazni, kint maradtak. Alkalmi koncertek, Ausztriában illetve Svájcban, és Hollandiában, valamint rádiófelvételek, kisegítés a Bécsi Filharmonikusoknál volt a létalapjuk. 1957-től Mihály részt vett a Wiener-Oktett munkájában, tagként a Salzburgi Ünnepi Játékokon is fellépett. 1958-tól rövid ideig szólócsellista a Graz-i operában, majd még ugyanebben az évben a kölni Gürzenich-Orchester és Opera első gordonkása és a Gürzenich-Quartett tagja lett nyugalomba vonulásáig, azaz 1988-ig. 2000-ig tanított a kölni Zeneművészeti Főiskolán és világszerte hangversenyezett és a Decca cégnél hanglemezfelvételeket készített a Wiener-Oktett tagjaként. Szólistaként főleg Németországban ismert, számos szonátaestet adott valamint szóló és kamarazenei produkciók részese volt a kölni rádióban. 